# Kawasaki Ninja 300
La Ninja 300 è una motocicletta della casa motociclistica giapponese Kawasaki; è stata presentata nel corso del 2012, ed è stata commercializzata a partire dal 2013 sostituendo la Ninja 250R.
Kawasaki interromperà il Ninja 300 dopo il 2017. Sarà sostituito dalla nuova capacità più grande Kawasaki Ninja 400 per il 2018.

## Profilo e tecnica
È dotata un nuovo motore da 296 cm³  (18.1 cu in) che raggiunge una potenza massima di 29 kW, rientrando nel limite prestabilito dal nuovo decreto legge sulla patente di guida A2 del 19 gennaio 2013 che prevede una potenza massima di 35 kW (circa 48 CV), che in precedenza consentiva di condurre motocicli di qualsiasi cilindrata, fino a 25 kW di potenza. Per questo motivo la Ninja 250R è stata sostituita.
A differenza del precedente Ninja 250R, il modello Ninja 300 ha una veste più aerodinamica e si avvicina sempre di più ai modelli da corsa ZX-6R e la ZX-10R.
Il contachilometri è diventato digitale, mentre il contagiri ha sempre un indicatore analogico elettronico, stavolta più grande e circondato da diverse spie. Il sistema di raffreddamento a liquido è dotato di un convogliatore che allontana il calore del motore dal conducente e la frizione è migliorata.
Il motore è alimentato da un sistema a doppia farfalla, come nella ZX6R e nella ZX10R, questo per garantire una combustione più omogenea per un'accelerazione migliore, e un progressivo risparmio di carburante.
Inoltre, rispetto al modello precedente, è dotata dell'ABS come optional e escluso dal prezzo della moto, mentre dalla versione 2013 è di serie e non opzionale.